# Chungkingosaurus
Chungkingosaurus (лат.) — род бронированных растительноядных динозавров из инфраотряда Stegosauria. Окаменелые остатки найдены в верхнеюрских отложениях (160—155 млн лет назад) на территории современной провинции Сычуань, Китай. В род включают 3 вида: Chungkingosaurus jiangbeiensis, Chungkingosaurus magnus и Chungkingosaurus giganticus. 2 последних относят к сомнительным и обычно синонимизируют с первым.
Название рода дано по месту находки, города Чунцин (пиньинь Chóngqìng), где в 1977 году были обнаружены образцы.

## Описание
Chungkingosaurus был бронированным четвероногим растительноядным динозавром, отличающийся своей коренастостью, относительно широким тазом, короткими и очень мощными конечностями, соотношением длины бедра к длине плечевой кости, а также примитивной бронёй тела. Отличия в размерах между видами позволяли им совместное сосуществование на одной территории с разделом пищевых ниш.

## Виды
Кроме типового вида с единственным экземпляром скелета известно также 3 других отличительных индивидуума, но фрагментарность останков позволяет провести сравнение на основании лишь отдельных сопоставимых элементов скелета.
- Chungkingosaurus jiangbeiensis typus Dong, Zhou, & Zhang, 1983 — типовой вид данного рода, представлен единственным неполным скелетом (голотип CV 00206). Включает в себя переднюю часть черепа, 10 спинных позвонков, полный крестец, 25 хвостовых позвонков, дистальную часть плечевой кости, три метакарпаля, тазовый пояс, оба бедра, большую и малую берцовые кости и пять кожных пластин брони. Найден в формации Upper Shaximiao, в районе Цзянбэй, город Чунцин, Китай. Возраст формации примерно 160—155 миллионов лет. Представлял собой небольшой вид стегозавров, размер взрослой особи мог достигать 3-4 метра. Исследователи считают его самым маленьким видом стегозавров из всех обитавших в данной местности[1].
- Chungkingosaurus magnus Ulansky, 2014 — представлен неполными останками скелета (голотип CV 00207). Экземпляр найден у парка Oilin (или «публичный парк Ouling») в городе Чунцин. Возраст тот же, что и у типового вида. Британский палеонтолог Сюзанна Мэйдмент и другие исследователи не смогли найти весь материал этого вида во время своей исследовательской работы. Но существенные различия в размерах и строении крестца позволяют предположить, что данный вид наполовину или даже в два раза крупнее типового вида, длиной до 6-7 метров во взрослом состоянии.[1].
- Chungkingosaurus giganticus Ulansky, 2014 — также представлен неполными останками скелета (голотип CV 00205). Экземпляр найден в карьере Huayibo в городе Чунцин. Возраст тот же, что и у типового вида. Длина тела, судя по соотношению костей, составляла 5-6 метров.[1].

Chungkingosaurus sp. (экземпляр CV 208) найден в местности Lungshi, район Хэчуань. Данный экземпляр включает в себя элементы скелета и брони, не сопоставимые с останками типового вида. Признан как Stegosauria indet. и на данный момент не может быть определен как род Chungkingosaurus ввиду отсутствия сопоставимого материала.

## Филогения
При описании Дун Чжимином в 1983 году нового рода Chunkingosaurus он был помещен в кладу Stegosaurinae. В описании указывалось, что данный род может быть идентичен роду Tuojiangosaurus и отнесён в семейство Stegosauridae. Кладистический анализ проведённый Сюзанной Мэйдмент с 2006 по 2008 года, дал более фундаментальную позицию этим формам. В её исследованиях говорится, что Chunkingosaurus не был близок к роду Tuojinagosaurus в генеалогическом древе и был отнесен в семейство Huayangosauridae. Однако эти результаты были признаны ненадежными, поскольку большая часть материала не была ею исследована, что вынудило ее принять данные из описания 1983 года.